# Barnevelder

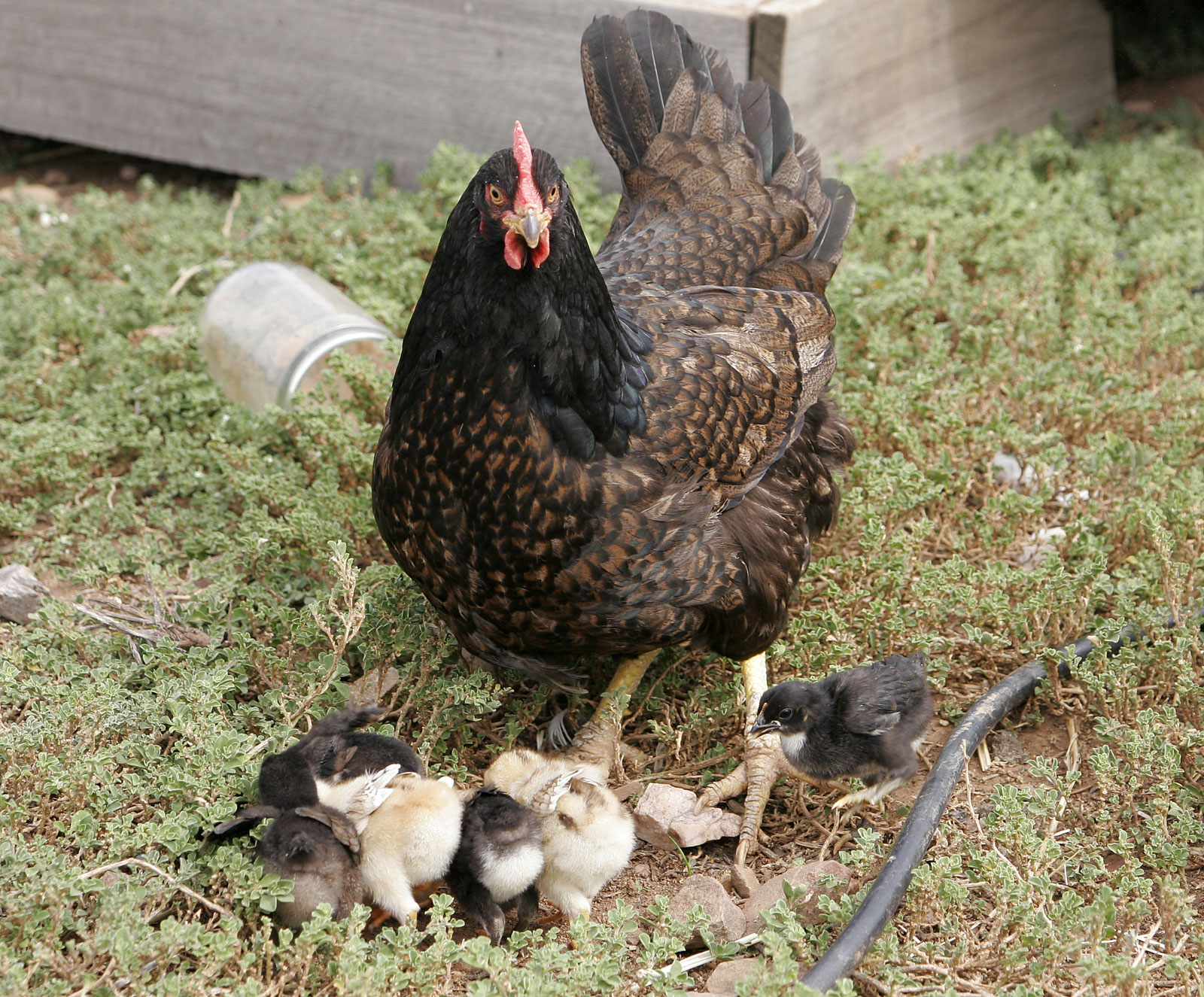
Barnevelderhöna med kycklingar.

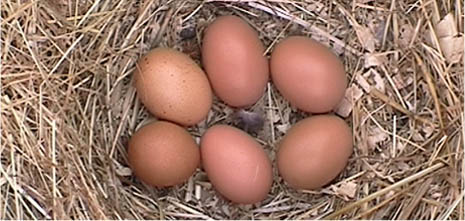
Ägg av barnevelder.

Barnevelder är en tung hönsras från Nederländerna, uppkallad efter byn Barneveld, som framavlades i början av 1900-talet. Barneveldern är en tålig och bra värpras som lägger bruna ägg. Det finns även en dvärgversion av rasen, framavlad i Holland.
En höna av stor ras väger omkring 2,5 kilogram och en tupp 3,5 kilogram. Individer av dvärgvarianten väger cirka 1 kilogram om det är en höna och 1,1 kilogram om det är en tupp. Äggen från stor höna väger ungefär 60 gram och dvärgvariantens ägg väger ungefär 40 gram.
Ruvlusten hos hönorna är svag, men ibland är de villiga att ruva fram kycklingar. Rasen är snabbvuxen, men det kan ta ganska lång tid innan kycklingarna blir fullt befjädrade. Hönorna börjar värpa när de uppnått en ålder av 6-7 månader.

## Färger
- Blå/dubbelkanttecknad
- Blå/rapphönsfärgad
- Dubbelkanttecknad
- Mörkbrun
- Rapphönsfärgad
- Svart
- Vit